# Ogden (Iowa)
Ogden ist eine Stadt (mit dem Status „City“) im Boone County im US-amerikanischen Bundesstaat Iowa. Das U.S. Census Bureau hat bei der Volkszählung 2020 eine Einwohnerzahl von 2.007 ermittelt.

## Geografie
Ogden liegt im westlichen Zentrum Iowas unweit des westlichen Ufers des Des Moines River, einem rechten Nebenfluss  des Mississippi.
Die geografischen Koordinaten von Ogden sind 42°02′21″ nördlicher Breite und 94°01′40″ westlicher Länge. Die Stadt erstreckt sich über eine Fläche von 3,55 km² und verteilt sich über die Yell Township und zum kleineren Teil die Marcy Township.
Nachbarorte von Ogden sind Pilot Mound (15,7 km nördlich), Fraser (15 km nordnordöstlich), Boone (13,8 km ostnordöstlich), Luther (25,7 km südöstlich), Woodward (29,3 km südsüdöstlich), Bouton (22,8 km südlich), Perry (29,1 km südsüdwestlich), Berkley (18,1 km südwestlich), Beaver (10,4 km westlich), Grand Junction (18,6 km in der gleichen Richtung) und Boxholm (21,2 km nordnordwestlich).
Die nächstgelegenen größeren Städte sind die Twin Cities (Minneapolis und St. Paul) in Minnesota (384 km nördlich), Rochester in Minnesota (329 km nordnordöstlich), Waterloo (195 km ostnordöstlich), Cedar Rapids (200 km östlich), Iowas Hauptstadt Des Moines (77,9 km südöstlich), Kansas City in Missouri (362 km südsüdwestlich), Nebraskas größte Stadt Omaha (243 km südwestlich), Sioux City (244 km westnordwestlich) und South Dakotas größte Stadt Sioux Falls (381 km nordwestlich).

## Verkehr
Der historische Lincoln Highway, die erste Straße des Landes, die Ost- und Westküste miteinander verband, führte durch das Zentrum von Ogden. Für den heutigen Fernverkehr führt der zum Freeway ausgebaute U.S. Highway 30 in West-Ost-Richtung entlang des südlichen Stadtrandes und trifft auf Höhe des Stadtzentrums auf den U.S. Highway 169. Alle weiteren Straßen sind untergeordnete Landstraßen, teils unbefestigte Fahrwege sowie innerörtliche Verbindungsstraßen.
Durch das Stadtgebiet von Ogden verläuft in West-Ost-Richtung eine Eisenbahnlinie der Union Pacific Railroad (UP).
Mit dem Boone Municipal Airport befindet sich 18 km östlich ein kleiner Flugplatz. Der nächste Verkehrsflughafen ist der 86 km südöstlich gelegene Des Moines International Airport.

## Bevölkerung
Nach der Volkszählung im Jahr 2010 lebten in Ogden 2044 Menschen in 829 Haushalten. Die Bevölkerungsdichte betrug 575,8 Einwohner pro Quadratkilometer. In den 829 Haushalten lebten statistisch je 2,43 Personen.
Ethnisch betrachtet setzte sich die Bevölkerung zusammen aus 98,9 Prozent Weißen, 0,3 Prozent amerikanischen Ureinwohnern sowie 0,1 Prozent aus anderen ethnischen Gruppen; 0,6 Prozent stammten von zwei oder mehr Ethnien ab. Unabhängig von der ethnischen Zugehörigkeit waren 1,1 Prozent der Bevölkerung spanischer oder lateinamerikanischer Abstammung.
24,8 Prozent der Bevölkerung waren unter 18 Jahre alt, 56,4 Prozent waren zwischen 18 und 64 und 18,8 Prozent waren 65 Jahre oder älter. 50,9 Prozent der Bevölkerung waren weiblich.
Das mittlere jährliche Einkommen eines Haushalts lag bei 58.466 USD. Das Pro-Kopf-Einkommen betrug 28.027 USD. 5,3 Prozent der Einwohner lebten unterhalb der Armutsgrenze.